# Кубок Шпенглера 1938
Кубок Шпенглера 1938 — 16-й турнір Кубок Шпенглера, що проходив у швейцарському місті Давос в період з 26 грудня 1938 по 15 лютого 1939 року.

## Результати
26.12.1938  ЛТЦ Прага —  Команда Оксфордського університету — 30:0 (8:0, 11:0, 11:0)
26.12.1938  «Давос» —  Цюрих СК — 3:0 (1:0, 1:0, 1:0)
27.12.1938  «Давос» —  IK Йота — 4:0 (2:0, 0:0, 2:0)
27.12.1938  ЛТЦ Прага —  Цюрих СК — 2:1 (1:0, 0:0, 1:1)
28.12.1938  IK Йота —  Цюрих СК — 3:2 ОТ (1:1, 0:1, 1:0, 0:0, 0:0, 1:0)
28.12.1938  «Давос» —  Команда Оксфордського університету — 20:0 (4:0, 10:0, 6:0)
29.12.1938  ЛТЦ Прага —  IK Йота — 7:2 (3:0, 2:0, 2:2)
29.12.1938  Цюрих СК —  Команда Оксфордського університету — 21:0 (6:0, 8:0, 7:0)
30.12.1938  IK Йота —  Команда Оксфордського університету — 17:0 (6:0, 5:0, 6:0)
31.12.1938  «Давос» —  ЛТЦ Прага — 1:0 (матч перервано через масову бійку гравців, призначено перегравання матчу).
15.02.1939  Давос —  ЛТЦ Прага — 1:0 (1:0, 0:0, 0:0).

## Підсумкова таблиця
| Команда                            | В | Н | П | ШЗ | ШП | Очк |
| ---------------------------------- | - | - | - | -- | -- | --- |
| «Давос»                            | 4 | 0 | 0 | 28 | 0  | 8   |
| ЛТЦ Прага                          | 3 | 0 | 1 | 39 | 4  | 6   |
| IK Йота                            | 2 | 0 | 2 | 22 | 13 | 4   |
| Цюрих СК                           | 1 | 0 | 3 | 20 | 8  | 2   |
| Команда Оксфордського університету | 0 | 0 | 4 | 0  | 88 | 0   |